# Henk Norel
Henk Norel (Gorinchem, Países Bajos, 17 de septiembre de 1987) es un exjugador neerlandés de baloncesto que disputó 15 temporadas como profesional en Europa. Con 2,12 metros de altura, jugaba en la posición de pívot.

## Trayectoria
Norel se formó en las categorías inferiores del SV Argon. En 2004 se incorporó al equipo júnior del Demon Astronauts Amsterdam de su país natal, para un año después llegar a España, concretamente al Club Bàsquet Prat de la Liga EBA, jugando algunos partidos con el FIATC Joventut de la ACB. La temporada siguiente siguió compaginando ambos equipos, aunque el CB Prat jugó ese año en la LEB-2.
La temporada 2007-08 jugó en el CB Lucentum Alicante de la LEB Oro, y la 2008-09 pasó a formar parte de la primera plantilla del FIATC Joventut. En el Joventut jugó cuatro temporadas consecutivas, desde el 2008 al 2012, disputando las Copas del Rey del 2009, 2010 y 2011. 
Después, jugó en Zaragoza durante 5 temporadas, de 2012 a 2017, disputando las Copas del Rey de 2013 y 2015. En 2017 ficha por el Guipúzcoa Basket donde está hasta el final de la temporada 2017-18, en la que fue el jugador más valorado aparte de ser designado miembro del quinteto ideal de la temporada en la posición de pívot.
En julio de 2018 ficha por el Cafés Candelas Breogán.
En el año 2019, después de no poder jugar la temporada 2018-19 por lesión, vuelve a su país para jugar en el EBBC Den Bosch Basket.
En agosto de 2020 anuncia su retirada como profesional a los 32 años debido a recurrentes lesiones de rodilla.

## Selección nacional
Ha sido internacional con la Selección de baloncesto de los Países Bajos, tanto a nivel absoluto como júnior y sub-20.

## Palmarés

### Campeonatos nacionales
| Título                      | Club              | País   | Año     |
| --------------------------- | ----------------- | ------ | ------- |
| Liga EBA                    | Club Bàsquet Prat | España | 2005-06 |
| Liga catalana de baloncesto | DKV Joventut      | España | 2008    |

### Copas internacionales
| Título              | Club                      | País   | Año  |
| ------------------- | ------------------------- | ------ | ---- |
| Eurocopa de la FIBA | Club Joventut de Badalona | España | 2006 |